# Ан Чхан Хо
Ан Чхан Хо (кор. 안창호, Ahn Chang-ho; також відомий під псевдонімом Досан; нар. 9 листопада 1878 — пом. 10 березня 1938) — відомий корейський активіст руху за незалежність, політик, педагог. Один із ранніх лідерів корейської громади іммігрантів у США. Після повернення до Кореї в 1907 році очолив Нову народну асоціацію, таємне угруповання для боротьби за незалежність Кореї, яка була наймогутнішою організацією корейської боротьби проти японської окупації. Один з ключових членів Тимчасового уряду Республіки Корея в Шанхаї 1919 року. Чхан Хо вважається одним із двох людей, які є авторами тексту Егукки, гімну Кореї. Окрім боротьби за незалежність, він хотів змінити характер корейців і доповнити їхню соціальну систему. Його основними напрямками роботи була реформа освіти та модернізація шкіл.

## Посилання

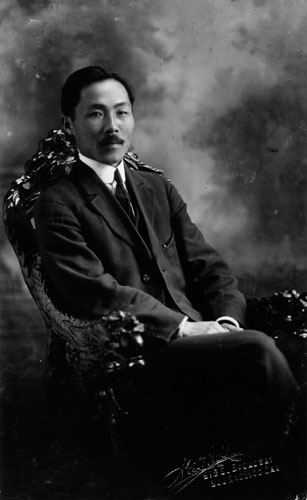
Ан Чхан Хо